# Ліцей №28 Львівської міської ради
Ліцей № 28 — загальноосвітній навчальний заклад III ступеня з поглибленим вивченням німецької мови. Ліцей розташований на вул. Тютюнників, 2 у місті Львові.

## Історія будинку школи
У міжвоєнний період в будинку містився заклад Сестер Урсулянок, наприкінці 1940-х років — Львівський механічний технікум, що мав адресу вул. Ушакова, 14, у 1950-х роках тут також працювала Міжобласна заочна школа.
Будівлю школи споруджено у 1934 році, але, будівельна історія школи починається з кінця XIX століття. Школа складається з двох прилеглих різночасових корпусів, що постали на двох суміжних парцелях. Ця частина Львова називалася Яблуновськими ґрунтами — від імені їх власника. Будинок при вул. Архипенка, 16 (вул. Св. Яцка, старий корпус школи) зведений 1894 року за проєктом (1892) львівського архітектора Міхала Ковальчука на замовлення барона Миколая Якуба Ромашкана, окружного комісара Львівського окружного управління. Невдовзі власник будинку змінився — 1901 року ним став Францішек Зандлєр. 1923 року цей двоповерховий будинок викупили Сестри Урсулянки для своєї школи і замовили архітектору Міхалу Кустановичу проєкт надбудови третього поверху. 1924 року проєкт був втілений.
Після закінчення першої світової війни сестрами чернечого згромадження Святої Урсули викуплено будинок по вулиці Св. Яцка, 16 (теперішнє приміщення ліцею № 28 ЛМР) і проведено роботи по облаштуванню його для потреб приватної гімназії для дівчат під опікою сестер урсулянок. У 1923 році будинок зазнав певної перебудови. Було добудовано другий поверх, де розташувалася капличка, два класи та гімнастична зала.
1930—1932 роки стіни шкільних залів було оздоблено малюнками польської художниці Хінги Костюшко. Для потреб шкільної фізкультури було облаштовано тенісні корти на горі поблизу гімназії. До речі, ці корти і тепер використовуються за своїм призначенням в ліцеї № 28.
У 1932 році спеціально для Приватної жіночої гімназії сестер урсулянок на розі вулиць Св. Яцка, 16 та Гауке-Боссака, 2 (тепер відповідно вулиці Архипенка і Тютюнників) був споруджений шкільний будинок. Авторами проекту були відомі львівські архітектори Тадеуш Врубель та Леопольд Карасінський, будовою керував інженер Зигмунт Владислав Менсовіч. Фасад прикрашали декоративні панно Казимира Пьотровича в техніці сграфіто (не збережені).

## Історія школи
14 вересня 1944 року розпочалося навчання у середній жіночій школі № 28 м. Львова згідно з наказом № 23 від 13.09.1944. Цікавим є той факт, що, ознайомлюючись із наказом про початок роботи школи, вчителі розписувалися польською мовою. 25 січня 1945 р. директором школи призначено Цимбал Олександру Данилівну. «Спокійне і серйозне обличчя, проста мова, скромний післявоєнний одяг — сірий костюм з світлою блузкою. Такою вона була усі роки мого навчання.» — згадує учениця Алла Красовська, коли у 1947 році її батьки подали документи до шостого класу 28 жіночої школи. У своїх спогадах вона згадує, що школа була світла, затишна, багато квітів, ціла оранжерея на другому поверсі.
Навчання розпочиналося о 8 год. 55 хв. У школі організували курси для вчителів російської та української мов.
У перші повоєнні роки в школі викладали:
- вчитель математики Щибря Пімен Павлович — сталінський стипендіат Київського університету.
- вчитель хімії Бойко Констянтин Вікентієвич
- вчитель фізики Гриненко Надія Андріївна
- вчителька німецької мови Арем Марія Адольфівна
- вчитель географії Чумак Текля Семенівна
- вчитель російської мови Цимбал Марія Василівна
- вчитель української мови Ванжуло Лариса Федорівна

### 40-ві роки
У 40-х роках школа зіткнулася з такими проблемами: в 1-му та 2-му класах по 50 дітей. Різниця у віці серед молодших учнів 3–4 роки. Не було підручників, наочності, гостро стояла проблема боротьби з неписьменністю і для її вирішення 4 квітня 1946 р. на роботу прийняли вчителя з ліквідації неписьменності та малописьменності Бакуліну Ніну Харлантіївну. Важливим було питання культури мови педпрацівників. На педраді 04.03.1946 обговорювали питання, яким чином поборювати елементи галицької говірки та «паразитизми» у мові, або за висловом директорки, «жаргон декласірованного буржуазного елемента, який засмічує мову та являється наслідком польського гніту». З 1946 року в школі працює багато гуртків: фізичний, математичний, історичний, співочий, драматичний. Активізується ідеологічна робота із залучення дітей до піонерської та комсомольської організацій. На великій перерві вчителі проводять час зі своїми учнями: читають газети та обговорюють статті, займаються художньою самодіяльністю. В цей час категорично було заборонено учням співати пісню «Чом чом земле моя...». У 1948 році в школу призначено шкільного лікаря; в школі навчалася 441 учениця.

### 50-60-ті роки
1953 р згідно зі шкільною реформою школа стає змішаною — жіночо-чоловічою. Наказ № 38 від 31.08.1954 127 хлопців зі школи № 4 перейшли до школи № 28, а частина дівчат школи № 28 поповнила учнівський колектив школи № 4. Навчання у 8-10-х класах коштувало 75 карбованців за півроку.
В цей період у школі щосуботи проводилися учнівські вечори, на які запрошувалися письменники, артисти, науковці, демонструвалися досягнення художньої самодіяльності. Діяла команда КВК, якою керували Вайсфельд А. І. та Шпорн М. С.
1958 рік — директором школи стає заслужений учитель УРСР Ковалишин Петро Іванович (з 18 серпня 1944 року директор Львівської обласної дитячої технічної та сільськогосподарської станції). Школа працює над питаннями національно-патріотичного виховання. Вводиться особливий елемент шкільної форми — вишитий комірець. За сприяння директора в школі створюються музичні студії з гри на фортепіано, баяні, скрипці, сопілці, духових інструментах. З цих студій організовано симфонічний оркестр школи під керівництвом п. Керчинського, а згодом п. Філіпчук (зі спогадів Щибрі Пімена Павловича). Існував також оркестр духових інструментів під керівництвом І. Іванчика.
Учні 2–10 класів займалися у танцювальному гуртку під керівництвом М. М. Вантуха (нині народний артист України).
Неодноразово школа виступала з концертами перед батьками, а також перед робітниками Львівського автобусного заводу, який шефствував над школою. Оркестри школи давали концерти у Києві, Сталінграді, Ленінграді, Одесі, Москві. Школа була нагороджена грамотою ВДНГ.
Зі спогадів випускниці 1956 року Гвозденко Тамари Миколаївни: "То були повоєнні роки і не всі могли купити дитині форму, тому багато хто ходив в українському строї. На перервах старші учні бавилися з молодшими в ігри. Вчителі ставилися з повагою до учнів і зверталися на Ви. З моєю молодшою сестрою (випуск 1958 року) вчилися Богдан Ступка та Роман Лемеха. Пам'ятаю Наталю Лотоцьку, знамениту ведучу програми «Від суботи до суботи» (1944—1954 рр).
Зі спогадів випускниці 1956 року Щепаняк Зеновії Антонівни: «Коли заходив у школу, то не знав — чи то урок, чи перерва — завжди ходили учні з книжками у руках. Щось вчили, повторювали, ніхто не бігав. В школі було дуже цікаво. Після уроків ніхто не поспішав до дому. Всі розходилися по гуртках, на консультації. Вчителі цілковито віддавали себе учням. Згадую п. Артем М. А. — відмінник народної освіти. Це була така собі панця, але дуже розумна.»
Зі спогадів Паньків Ірини Петрівни: "Старий корпус школи у 1950-54 рр. був технікумом, куди ішли діти після 7-го класу.
Відомим учнем школи був Богдан Ступка (1957—1958) Зі спогадів Надії Красій Джурик: «Він відзначався чистотою, завжди акуратний, вихований. Батько його працював у оперному театрі. Якщо інші хлопці носили кльош-штани, то Богдан носив класичний костюм з вузькими штанями. Його називали „стиляга“. Він активно ходив до драмгуртка.»
Цікавим є той факт, що окрім звичайних предметів в цей час діти вивчали ще стенографію та машинознавство.
1959 рік — школі надали статус спеціалізованої з викладанням ряду предметів німецькою мовою. Саме тоді 1-ші класи почали вивчати німецьку мову за новою програмою (всі інші класи на той час вивчали німецьку та англійську мови за програмою загальноосвітніх шкіл, не ділячись на групи). У школі ці іноземні мови викладали дві досвідчені вчительки, відомі у всьому місті Рот Олена Яківна та Арем Марія Адольфівна.
1964 рік – Львівська міська рада присвоїла школі ім'я Т. Г. Шевченка за шанобливе ставлення до пам'яті поета та з нагоди 150-річчя від дня його народження.
У 1965 році дирекція школи звернулася з листом-проханням в Академію мистецтв НДР до пані Мані Бредель, дружини відомого письменника-антифашиста, дозволити присвоїти клубові ім'я її чоловіка Віллі Бределя.
1965 рік – засновано КІД ім. Віллі Бределя, керівник Волощук Анна Іванівна.
Молоду та енергійну вчительку німецької мови Лах Михайлину Михайлівну дуже любили учні, вона гарно співала, вела драматичний гурток, керувала ляльковим театром та клубом інтернаціональної дружби.
У 1967 році був прийнятий на роботу вчителем німецької мови Говда Іван Федорович, який добре знав свій предмет та методи викладання і довгі роки був головою метод. об'єднання вчителів німецької мови.
У 1969 році Керівником клубу стала молода і енергійна вчителька нім. мови Волощук Ганна Іванівна. У щорічному конкурсі клубів інтернаціональної дружби у 1970 році клуб зайняв перше місце. Частим гостем нашої школи була відома громадська діячка Німеччини, колишній в'язень концтабору Бухенвальд, Еріка Бухманн.

### 70-80-ті роки
У щорічному конкурсі клубів інтернаціональної дружби у 1970 році клуб СШ № 28 зайняв перше місце.
Кожного року святкувались у школі річниці НДР, проводились вечори німецькою мовою. Учень школи Юрій Рега був делегатом X всесвітнього фестивалю молоді і студентів у Берліні.
Відомий журнал колишньої НДР «Freie Welt-№ 38» у 1973 році надрукував велику статтю про Україну та школу № 28. Журналісти побували в школі й провели німецькою мовою з учнями урок, присвячений Івану Франку.
- 1973 рік – школу очолив Ейфлер Іван Лук'янович, продовжуються славні традиції національно-патріотичного і естетичного виховання, активно розгортаються міжнародні зв'язки;

- 1980 рік — школа стає постійним учасником щорічного Всесоюзного фестивалю інтернаціональної дружби;

- У 1984 році школі вдалося налагодити зв'язки із школою імені Тараса Шевченка в Лейпцигу. Учні та вчителі обох шкіл обмінювалися візитами.

- Завдяки Волощук Ганні Іванівні учні школи в національних костюмах з бандурами дали концерт, декламували уривки з «Фауста» Ґете та балади Шіллера. Вірші та поеми Шевченка викликали захоплення у німецьких глядачів. У «Westfälische Nachrichlen» захопливі враження від виступу та перебування учнів у Німеччині. Шкільний журнал Вестфалії опублікував статтю про перебування вчителів і учнів гімназії імені графа Адольфа у Львові.

- 1987 рік — школа приймає гостей Всесоюзного фестивалю 21 школи столиць союзних республік та міст-героїв.

- 1988 рік — у школі відбувся черговий XXI тур фестивалю інтернаціональної дружби;

### 90-ті роки
У 90-х роках у стінах школи відбулося багато подій. Це найновіший період у житті школи, що відзначився значними змінами в житті суспільства.

#### 1990 рік
У 1990 році відбулася поїздка у ФРН. 18 учнів і вчителів відвідали в місті Текленбург гімназію імені графа Адольфа. До цієї поїздки входило навчання протягом двох тижнів, концерти, подорожі по Вестфалії. Учні відвідали Кельн, Мюнстер, Оснабрюк. Про захоплення німців українською молоддю свідчать статті з місцевих газет.

#### 1991 рік
1991 — це рік здобуття незалежності. У цьому році в школах скасовують обов'язкову форму. Вводяться нові предмети: зарубіжна література (замість російської літератури), всесвітня історія.
Покликання школи — гуманізм, виховання патріота України. Окрім того, припинили свою діяльність піонерська, комсомольська, комуністична організації. Відновлюються давні українські традиції, зокрема скаутська організація України Пласт. Учні школи беруть активну участь у всіх заходах цієї організації.

#### 1993 рік
Поїздка у Waldorfschule. Цю школу відвідали 38 учнів і школярів. Вони 3 тижні навчалися разом з німецькими дітьми, включаючи поїздки по Німеччині, Франції, Швейцарії.

#### 1997 рік
Школа приєднується до міжнародного проекту про партнерство шкіл: Гете-гімназія у місті Фрайбург — СШ№ 28 міста Львова.

#### 1998 рік
Партнерство шкіл: німецький ліцей у місті Сату-Маре (Румунія) — СШ№ 28. Тривало до 2002 р. Кожного року обмінювалися групами учнів та вчителів.
Директором стає Гриневич Лілія Михайлівна. Активно впроваджується шкільна реформа. Вводяться нові предмети: ОБЖ, християнська етика.

#### 1999 рік
Школа стає переможцем у фестивалі «Місто крилатих Левів».

#### 2000 рік
У школі вводиться 5-денний робочий тиждень. Впроваджуються дванадцятибальне оцінювання, тематичні атестації.
- 2002 рік — школу очолює Степаненко Стефанія Тадеївна. Починається нова сторінка в історії школи. Активізується навчально-виховний процес. Поглиблюється національно-патріотичне виховання, знову вводиться шкільна форма з вишитими комірцями. Розширюються межі шкільного самоврядування.

- 2012 р. — директором школи стає Лозенко Іван Васильович.

## Міжнародна співпраця в період незалежності
3 1994 по 1996 роки школа мала зв'язки з Вальдоршулє в місті Фрайбурзі — побратимі міста Львова. Відбувався також обмін великими групами учнів (30 осіб).
Завдяки вчительці німецької мови Павлюк 3. Л. школа має постійний зв'язок з гімназією імені Ґете (Goethe-Gymnasium) у Фрайбурзі.
З 1999 року, завдяки доктору Карлу-Ернсту Фрідріху, який ще в 1988 році з великою делегацією міста Фрайбург на чолі з мером міста побував у Львові і відвідав СШ № 28, школа має зв'язки з двома німецькими ліцеями в Румунії.
3 1998 по 2002 роки доктор Фрідріх працював учителем математики та фізики у німецькому ліцеї міста Сату-Маре. Вже два роки працює доктор Фрідріх у німецькому Ліцеї імені Ніколая Ленау в м. Темешвар.
Саме доктор Фрідріх запропонував школі взяти участь у реалізації спільного проекту в рамках європейської програми імені Яна Коменського.
У вересні 1998 року відбулася перша зустріч для обговорення усієї програми в місті Мішкольц (Угорщина), в якій взяли участь вчителі та учні з таких шкіл країн Європи:
- Бундесгімназія міста Грац (Австрія);
- Гімназія імені Венцінгера міста Фрайбурга (Німеччина);
- Гімназія Імені Германа Отто міста Мішкольц (Угорщина);
- Німецький ліцей міста Сату Маре (Румунія);
- Середня школа міста Гаугезунд (Норвегія);
- СІП № 28 міста Львова (Україна).

На цій зустрічі було запропоновано видати спільний європейський журнал німецькою мовою.
СШ № 28 представляли заступник директора з німецької мови Петрончак А. В. та учень 11 класу, призер Всеукраїнської олімпіади з нім. мови (II місце) Василь Лозинський. Після цієї зустрічі в грудні, Василя Лозинського, як відповідального за випуск цього журналу, було запрошено на семінар до міста Реміца (Румунія), де обговорювалися питання про випуск першого номера журналу. За ініціативою Василя й учениці 10 класу, переможниці обласної олімпіади з німецької мови Ірини Булик, до редакції журналу було зібрано найкращих учнів 8–10 класів, призерів олімпіад з німецької мови для розподілу обов'язків щодо написання статей. Пізніше відповідальною за випуск журналу була учениця Васелишин Орися з 9-го по 11-ий клас.
За період із червня 1999 року по червень 2002 року вийшло 6 номерів. Різні теми висвітлювалися учнями цих країн у журналах:
№ 1(1999) Молода Європа про себе: Побоювання і мрії. Учні беруть слово
№ 2(2000) Моє рідне місто. Вільний час
№ 3(2000) Свята в наших країнах, моя сім'я
№ 4(2001) На узбіччі. Музика, кіно, книжки
№ 5(2001) Наше майбутнє. Спорт
№ 6(2002) У чужій країні. Природа
Вже багато років у СШ № 28 працюють учителі з Німеччини.
З 2000 р. найкращі учні 10–11 класів навчаються в окремих групах німецької мови та літератури за спеціальною програмою, де вчителями є німці та місцева вчителька німецької мови Ананєва Н. О., яка пройшла відповідну підготовку на семінарах та курсах у Німеччині (готують учнів на так званий «Sprachdiplom»)
З 2000 р. школа має зв'язки з Карнері Бундесгімназією міста Грац (Австрія). Ці зв'язки вдалося налагодити колишньому директорові школи Гриневич Л. М., яка побувала цього ж року з учителькою німецької мови Височан М. М.
У 2000 р. в Граці були вчителі німецької мови Павлюк З. Л., Гук Л. П. та Петерс Н. О.
В 2001 р. у Граці та Відні 2 тижні був Петрончак А. В. з групою учнів.
У 2002 р. міста відвідала група учнів під керівництвом Гук Л. П.
2003 рік — починається та продовжується співпраця в галузі соціально-педагогічних проектів з гімназією ім. Фріди Леві, м. Ессен, Рурський басейн, Німеччина.
Також є зв'язки з загальноосвітньою школою імені Фріди Леві (Frida-Levy-Gesamtschule) міста Ессен на заході Німеччини. У травні 2003 року група учнів і 15 педагогів на чолі з директором школи були гостями СШ № 28, а у травні 2004 року учні львівської школи разом з директором та її заступником, а також двома вчителями німецької мови 10 днів гостювали Ессені, де вивчали питання українських остарбайтерів в цьому місті в часи Другої світової війни. Директорами обох шкіл була підписана угода про співпрацю та обмін учнями.

## Досягнення на всеукраїнському рівні
- Школа неодноразово займає перші місця в рейтингу шкіл Галицького району з предметних олімпіад.
- 2011 р. — 200 балів ЗНО з української мови — отримали: Савчак Олена та Витрикуш Настя та з німецької мови - Боднар Софія
- 2012 р. — 200 балів з німецької мови — отримали Ільчук Надя та Велика Соломія
- 2013 р. — 200 балів з хімії отримав Куляба Назар та 200 балів з німецької мови отримав Попко Нестор.
- 2012 р. — школа посіла 25 місце в рейтингу «Тисяча найкращих шкіл України».

З 1989 р. учні школи щороку беруть участь у міських, обласних та Всеукраїнських олімпіадах з німецької мови, де здобувають призові місця.
2008—2011 ЛССЗШ № 28 активно співпрацювала з гімназією імені Ю. Словацького міста Кракова.

## Відомі випускники школи
- Іван Андрухів — учасник війни на сході України
- Михайло Барбара — фронтмен групи «Мертвий Півень»
- Ярослав Бедрій — письменник
- Володимир Бойків — учасник Майдану
- Надія Боренько — поетеса
- Уляна Ванівська — художниця, мешкає у Німеччині.
- Орест Гарда — артист Національного академічного українського драматичного театру ім. Марії Заньковецької
- Любомир Зубрицький — перший випускник школи, який здобув перемогу на всеукраїнський олімпіаді з німецької мови
- Данило Ільницький — науковий співробітник інституту літератури при Львівському національному університеті ім. Івана Франка
- Іван Кітик — академік НАН України
- Юрій Кох — художник
- Юрій Криворучко — політик
- Роман Лемеха — відомий український диктор та телеведучий Львівської обласної державної телерадіокомпанії. Заслужений артист України.
- Наталя Лотоцька — ведуча передачі «Від суботи до суботи» (1944—1954). Київська теле-радіо компанія
- Олександр Лукавецький — проректор ЛДМУ імені Данила Галицького.
- Іван Лучук — поет, перекладач
- Звенислава Мамчур — проректор ЛНУ імені Івана Франка.
- Олег Мірус — дипломат
- Ірина Вовк — поетка, драматургиня, акторка Львівського Молодіжного Експериментального Театру Аматорів «Мета»
- Юлія Міщенко — солістка гурту «Таліта Кум»
- Остап Патик — художник
- Віолетта Радомська — художниця
- Назар Савко — співак, фіналіст пісенного конкурсу «Голос країни»
- Галина Сварник — архівіст, завідувач Науково-дослідного відділу історичних колекцій Львівської національної наукової бібліотеки України імені Василя Стефаника
- Устина Сорока — графік
- Назар Стригун — артист Національного академічного українського драматичного театру ім. Марії Заньковецької
- Богдан Ступка — Народний артист України
- Сулим Георгій Теодорович — член кореспондент АН України
- Юрій Сухорський — фізик, професор Віденського технічного університету
- Звенислава Чабан-Леус — поетеса
- Володимир Якимець — соліст формації «Піккардійська Терція»
- Андрій Дорош — львівський історик, мистецтвознавець, колекціонер.

## Директори школи
- 25 січня 1945 р. директором школи призначено Цимбал Олександру Данилівну
- 1958 рік — школу очолив заслужений вчитель України Ковалишин Петро Іванович
- 1973 рік — школу очолив Ейфлер Іван Лук'янович
- 1998 рік — директором школи стає Гриневич Лілія Михайлівна
- 2002 рік — школу очолює Степаненко Стефанія Тадеївна
- З 3 жовтня 2012 р. Лозенко Іван Васильович — директор школи